# Liste der Kulturdenkmäler in Leibolz
Die folgende Liste enthält die in der Denkmaltopographie ausgewiesenen Kulturdenkmäler auf dem Gebiet des Ortsteils Leibolz der Gemeinde Eiterfeld, Landkreis Fulda, Hessen.
Hinweis: Die Reihenfolge der Denkmäler in dieser Liste orientiert sich an der Anschrift, alternativ ist sie auch nach der Bezeichnung, der vom Landesamt für Denkmalpflege vergebenen Nummer oder der Bauzeit sortierbar.
Kulturdenkmäler werden fortlaufend im Denkmalverzeichnis des Landes Hessen durch das Landesamt für Denkmalpflege Hessen auf Basis des Hessischen Denkmalschutzgesetzes (HDSchG) geführt. Die Schutzwürdigkeit eines Kulturdenkmals hängt nicht von der Eintragung in das Denkmalverzeichnis des Landes Hessen oder der Veröffentlichung in der Denkmaltopographie ab.

Das Vorhandensein oder Fehlen eines Objekts in dieser Liste ist keine rechtsverbindliche Auskunft darüber, ob es Kulturdenkmal ist oder nicht: Diese Liste entspricht möglicherweise nicht dem aktuellen Stand der offiziellen Denkmaltopographie. Diese ist für Hessen in den entsprechenden Bänden der Denkmaltopographie Bundesrepublik Deutschland und im Internet unter DenkXweb – Kulturdenkmäler in Hessen einsehbar. Auch diese Quellen sind, obwohl sie durch das Landesamt für Denkmalpflege Hessen aktualisiert werden, nicht immer aktuell, da es im Denkmalbestand immer wieder Änderungen gibt.
Eine verbindliche Auskunft erteilt allein das Landesamt für Denkmalpflege Hessen.
Nutze diese Kartenansicht, um Koordinaten in der Liste zu setzen. In dieser Kartenansicht sind Kulturdenkmale ohne Koordinaten mit einem roten bzw. orangen Marker dargestellt und können in der Karte gesetzt werden. Kulturdenkmale ohne Bild sind mit einem blauen bzw. roten Marker gekennzeichnet, Kulturdenkmale mit Bild mit einem grünen bzw. orangen Marker.
| Bild            | Bezeichnung        | Lage                                                | Beschreibung                                                                                             | Bauzeit                                             | Objekt-Nr. |
| --------------- | ------------------ | --------------------------------------------------- | --- | --------------------------------------------------- | ---------- |
| Bild gesucht BW | Muttergottes       | Am Steiger LageFlur: 2, Flurstück: 2/1              | Vollplastik der Muttergottes.                                                                            | 1875, bezeichnet.                                   | 37461 DDB  |
| Bild gesucht BW | Muttergottes       | Friedhofstraße 4 LageFlur: 6, Flurstück: 52/7       | Vollplastik der Muttergottes.                                                                            | 1897, bezeichnet.                                   | 37452 DDB  |
| Bild gesucht BW | Friedhofskreuz     | Friedhofstraße 8 LageFlur: 6, Flurstück: 52/14      | Steinkruzifix                                                                                            | 19. Jahrhundert, vermutet.                          | 37453 DDB  |
| Bild gesucht BW | Wegekreuz          | Großentafter Straße LageFlur: 4, Flurstück: 113/4   | Steinkruzifix                                                                                            | 1894, bezeichnet.                                   | 37457 DDB  |
| Bild gesucht BW | Kreuzigungsgruppe  | Großentafter Straße 9 LageFlur: 3, Flurstück: 56/9  | Kreuzigungsgruppe in spätbarocken Formen.                                                                | 1827, bezeichnet.                                   | 37456 DDB  |
| Bild gesucht BW | Katholische Kirche | Großentafter Straße 17 LageFlur: 3, Flurstück: 10/8 | Neubau aus schwarzem Basaltbruchstein nach den Plänen des Architekten Ludwig Ehrlich, Hünfeld errichtet. | 1948/51                                             | 37454 DDB  |
| Bild gesucht BW | Bildstock          | Großentafter Straße 17 LageFlur: 3, Flurstück: 10/8 | | Anfang des 18. Jahrhunderts                         | 37455 DDB  |
| Bild gesucht BW | Steinkreuz         | Im Kreuzgraben LageFlur: 2, Flurstück: 126/59       | Sogenanntes „Paterkreuz“.                                                                                |                                                     | 37462 DDB  |
| Bild gesucht BW | Wegekreuz          | Mittelstraße LageFlur: 4, Flurstück: 126/6          | Steinkruzifix                                                                                            | Um 1900                                             | 37776 DDB  |
| Bild gesucht BW | Bildstock          | Mittelstraße LageFlur: 4, Flurstück: 2/7            | | 1727, bezeichnet.                                   | 37460 DDB  |
| Bild gesucht BW | Wegekreuz          | Mittelstraße 3 LageFlur: 4, Flurstück: 107/6        | | 1869, bezeichnet.                                   | 37459 DDB  |
| Bild gesucht BW | Fachwerkhaus       | Mittelstraße 20 LageFlur: 4, Flurstück: 25/9        | | Vor 1750 vermutet, später mit Zwerchhaus erweitert. | 37458 DDB  |